# یوزف اشتاینباخ
یوزف اشتاینباخ (انگلیسی: Josef Steinbach؛ ۲۱ مارس ۱۸۷۹ – ۱۵ ژانویه ۱۹۳۷ (aged 57)) ورزشکار وزنه‌برداری اهل اتریش بود.
وی در مسابقات کشوری و بین‌المللی در مجموع برندهٔ ۴ مدال طلا، ۱ مدال نقره شده‌است.